# Karl Brandt
Karl Franz Friedrich Brandt (Mulhouse, 8. siječnja 1904. –  Landsberg am Lech,  2. lipnja 1948.) njemački liječnik SS Gruppenführer, SS Brigadeführer, general bojnik Waffen SS i povjerenik za zdravlje i sanitet (Reichskommissar für Sanitäts- und Gesundheitswesen) Trećeg Reicha. 
Od 1924. do 1928. godine studirao je medicinu na sveučilištima u Jeni, Freiburgu, Münchenu i Berlinu. Specijalizirao je na Kirurškoj sveučilišnoj klinici u Berlinu (1928. – 1934.).
U siječnju 1932. godine ulazi u NSDAP, 1933. godine u SS. Dana 14. lipnja 1934. godine postaje liječnikom Adolfa Hitlera. Od 1. rujna 1939. godine preuzima povjerenstvo eutanazijskog programa T-4. Uz svog osobnog prijatelja Alberta Speera pripadao je užem krugu Adolfa Hitlera.
Početkom svibnja 1945. godine odlazi tzv. sjevernim štakorskim kanalom u Flensburg gdje je 23. svibnja 1945. godine uhićen, zajedno s ostalim članovima Flensburške vlade.
Kao glavnooptuženi na nürnberškom suđenju najznačajnijim nacističkim liječnicima osuđen je na smrt. Pogubljen je 2. lipnja 1948. godine u zatvoru Landsberg u Bavarskoj.